# Federação Sueca de Atletismo
A Federação Sueca de Atletismo - em sueco Svenska Friidrottsförbundet - foi fundada em 1895.

É a entidade que supervisiona a prática de atletismo na Suécia, contando com 600 000 associados, em 1000 associacões.

A sua sede fica em Estocolmo.

O seu presidente é Johan Storåkers (2019-2020).